# ساحة ساسين
ساحة ساسين ساحة تتواجد في مدينة بيروت في لبنان. تعد واحدة من أبرز المناطق الحضرية في بيروت الشرقية. تقع الساحة في منطقة الأشرفية.

## التسمية
يرجع اسم الساحة إلى واحدة من من العائلات البيروتية.

## تاريخ
افتتحت الساحة رسميًا في أوائل تسعينيات القرن العشرين برعاية الرئيس الياس الهراوي ورئيس الوزراء رفيق الحريري وعضو مجلس النواب ميشال ساسين.